# Гешко Домна Миколаївна
До́мна Микола́ївна Гешко́ (21 лютого 1909 , Кіцмань, Кіцманський повіт, Герцогство Буковина, Австро-Угорщина  — невідомо ) — українська державна діячка. Депутатка Верховної Ради УРСР першого скликання (1941–1947).

## Біографія
Народилася 21 лютого 1900 року в бідній українській селянській родині Миколи Ткачука в містечку Кіцмань, тепер Чернівецька область, Україна. З 1920 року працювала в наймах у поміщиків і заможних селян та у власному господарстві. У 1926 році вийшла заміж за односельця Василя Гешка.
У 1937 році долучилася до підпільного антирумунського руху, поширювала нелегальну літературу, працювала в підпільному гуртку.
У липні 1940 року, після приєднання Буковини до Радянського Союзу, була призначена членом Кіцманської сільської ради та головою шкільної комісії, членом правління кооперативу і народним засідателем Кіцманського районного суду. З серпня 1940 року працювала заступником голови Кіцманської сільської (потім — міської) ради Чернівецької області.
12 січня 1941 року була обрана депутатом Верховної Ради УРСР першого скликання по Кіцманському виборчому округу № 394 Чернівецької області.
З 1 липня 1941 року в евакуації в містах Харкові і Красноярську Красноярського краю, з жовтня 1941 до грудня 1943 року працювала сестрою-господинею в евакошпиталі 3343, була бригадиром на лісозаготівлях в Красноярському краї.
Член ВКП(б) з листопада 1943 року.
З квітня 1944 року — заступник голови, голова виконавчого комітету Кіцманської міської ради депутатів трудящих Чернівецької області. Закінчила партійну школу при ЦК КП(б)У. Перебувала на радянській та партійній роботі в Чернівецькій області.
Потім — на пенсії.